# Scherma ai III Giochi mondiali militari
Il torneo di scherma dei III Giochi mondiali militari ("Fencing at the 2003 World Military Games") si è svolto a Catania in Italia dal 6 all'8 dicembre 2003. La competizione è valsa anche come 39º campionato mondiale militare.
Nel fioretto, si sono aggiudicati i titoli di campione dei III Giochi mondiali militari il russo Ruslan Nasibulin, che ha battuto in finale l'italiano Giuseppe Alongi, e l'italiana Valentina Vezzali che ha avuto la meglio sulla connazionale Frida Scarpa.
Nella spada il bielorusso Vitalij Zacharov ha battuto in finale l'ucraino Ihor Rejzlin, mentre tra le donne la russa Anna Siwkowa ha superato l'estone Olga Aleksejeva.
Nella sciabola l'ucraino Volodymyr Lukaszenko prevale sul rumeno Constantin Sandu, mentre la russa Natalija Makajewa ha battuto la connazionale Jelena Neczajewa.
Nelle competizioni a squadre maschili, la nazionale italiana ha prevalso nella finale del fioretto contro la Russia, mentre la compagine ucraina ha vinto nella spada contro la formazione cinese, ed infine la nazionale rumena ha avuto la meglio sulla compagine ucraina nella sciabola.
Nelle competizioni a squadre femminili, la nazionale italiana ha prevalso nella finale del fioretto contro la Romania, l'Estonia ha vinto nella spada contro la formazione italiana, ed infine la formazione russa ha avuto la meglio sulla compagine rumena nella sciabola.

## Podi

### Uomini
| Evento                          | Oro                                                  | Argento                                                     | Bronzo          |
| Fioretto individuale (dettagli) | Ruslan Nasibulin                                     | Giuseppe Alongi                                             | Stefano Barrera |
| Sciabola individuale (dettagli) | Volodymyr Lukaszenko                                 | Constantin Sandu                                            | Iwan Filimonau  |
| Spada individuale (dettagli)    | Vitalij Zacharov                                     | Ihor Rejzlin                                                | Tuo Tong        |
| Fioretto a squadre (dettagli)   | Italia Simone Vanni Giuseppe Alongi Stefano Barrera  | Russia Ruslan Nasibulin Wiaczesław Pozdniakow Jurij Mołczan | Romania -       |
| Sciabola a squadre (dettagli)   | Romania Dan Găureanu Ciprian Porumb Constantin Sandu | Ucraina -                                                   | Bielorussia -   |
| Spada a squadre (dettagli)      | Ucraina -                                            | Cina -                                                      | Russia -        |

### Donne
| Evento                          | Oro                                                     | Argento                                          | Bronzo                |
| Fioretto individuale (dettagli) | Valentina Vezzali                                       | Frida Scarpa                                     | Cristina Stahl        |
| Sciabola individuale (dettagli) | Natalija Makajewa                                       | Jelena Neczajewa                                 | Roxana Scarlat        |
| Spada individuale (dettagli)    | Anna Siwkowa                                            | Olga Aleksejeva                                  | Sonja Tol             |
| Fioretto a squadre (dettagli)   | Italia Valentina Vezzali Giovanna Trillini Frida Scarpa | Romania Cristina Stahl -                         | Russia -              |
| Sciabola a squadre (dettagli)   | Russia Natalija Makajewa Jelena Neczajewa -             | Romania Roxana Scarlat -                         | Francia -             |
| Spada a squadre (dettagli)      | Estonia Olga Aleksejeva -                               | Italia Cristiana Cascioli Elisa Uga Sara Cometti | Russia Anna Siwkowa - |

## Medagliere
| Pos.   | Nazione     | Oro | Argento | Bronzo | Totale |
| ------ | ----------- | --- | ------- | ------ | ------ |
| 1      | Russia      | 4   | 2       | 3      | 9      |
| 2      | Italia      | 3   | 3       | 1      | 7      |
| 3      | Ucraina     | 2   | 2       | 0      | 4      |
| 4      | Romania     | 1   | 3       | 3      | 7      |
| 5      | Estonia     | 1   | 1       | 0      | 2      |
| 6      | Bielorussia | 1   | 0       | 2      | 3      |
| 7      | Cina        | 0   | 1       | 1      | 2      |
| 8      | Francia     | 0   | 0       | 1      | 1      |
| 8      | Paesi Bassi | 0   | 0       | 1      | 1      |
| Totale | Totale      | 12  | 12      | 12     | 36     |